# Isopyrum thalictroides
Isopyrum thalictroides (L., 1753), comunemente nota come isopiro comune, è una piccola pianta appartenente alla famiglia delle Ranunculaceae, diffusa in buona parte del continente europeo.

## Etimologia
Il nome generico (Isopyrum) deriva dal greco antico ed è composto da due radici:  isos (= simile) e pyrum (= frumento), quindi simile al frumento. Infatti i semi della pianta possono essere scambiati con quelli del grano. L'epiteto specifico (thalictroides) indica una certa somiglianza delle foglie di questa pianta con le specie del genere Thalictrum.

Il binomio scientifico attualmente accettato (Isopyrum thalictroides) è stato proposto da Carl von Linné (1707 – 1778) biologo e scrittore svedese, considerato il padre della moderna classificazione scientifica degli organismi viventi, nella pubblicazione ”Species Plantarum” del 1753.

## Descrizione

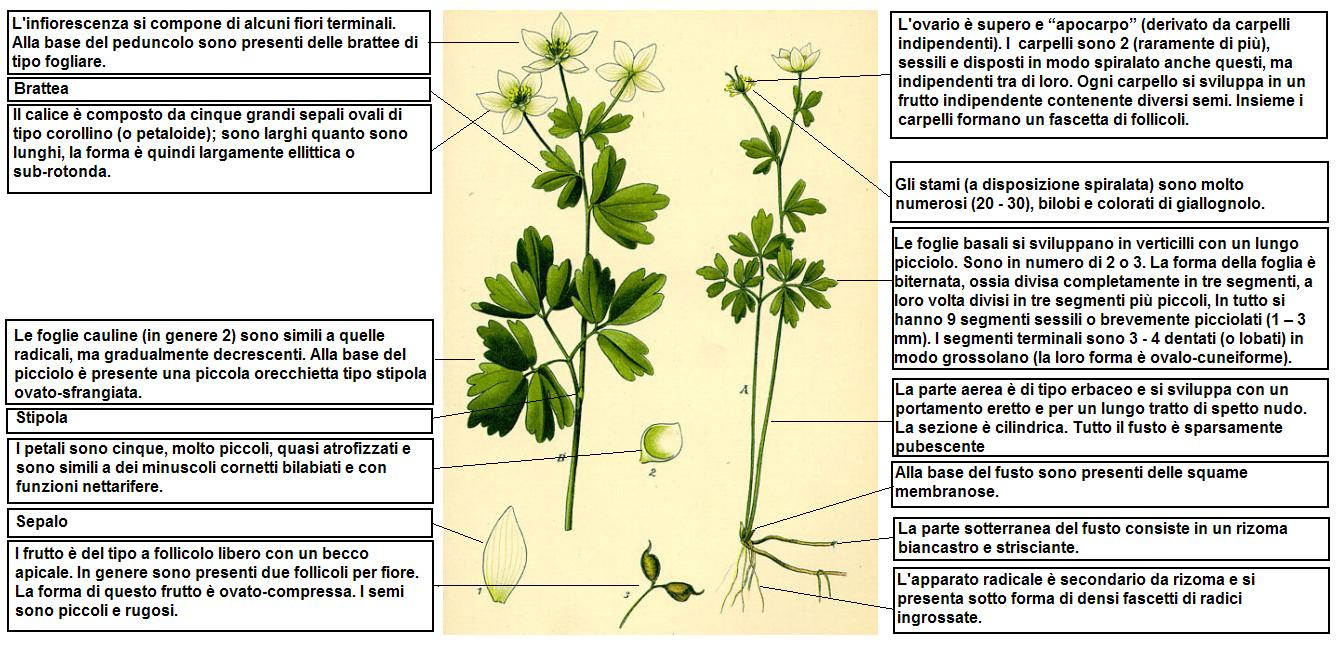
Descrizione delle parti della pianta

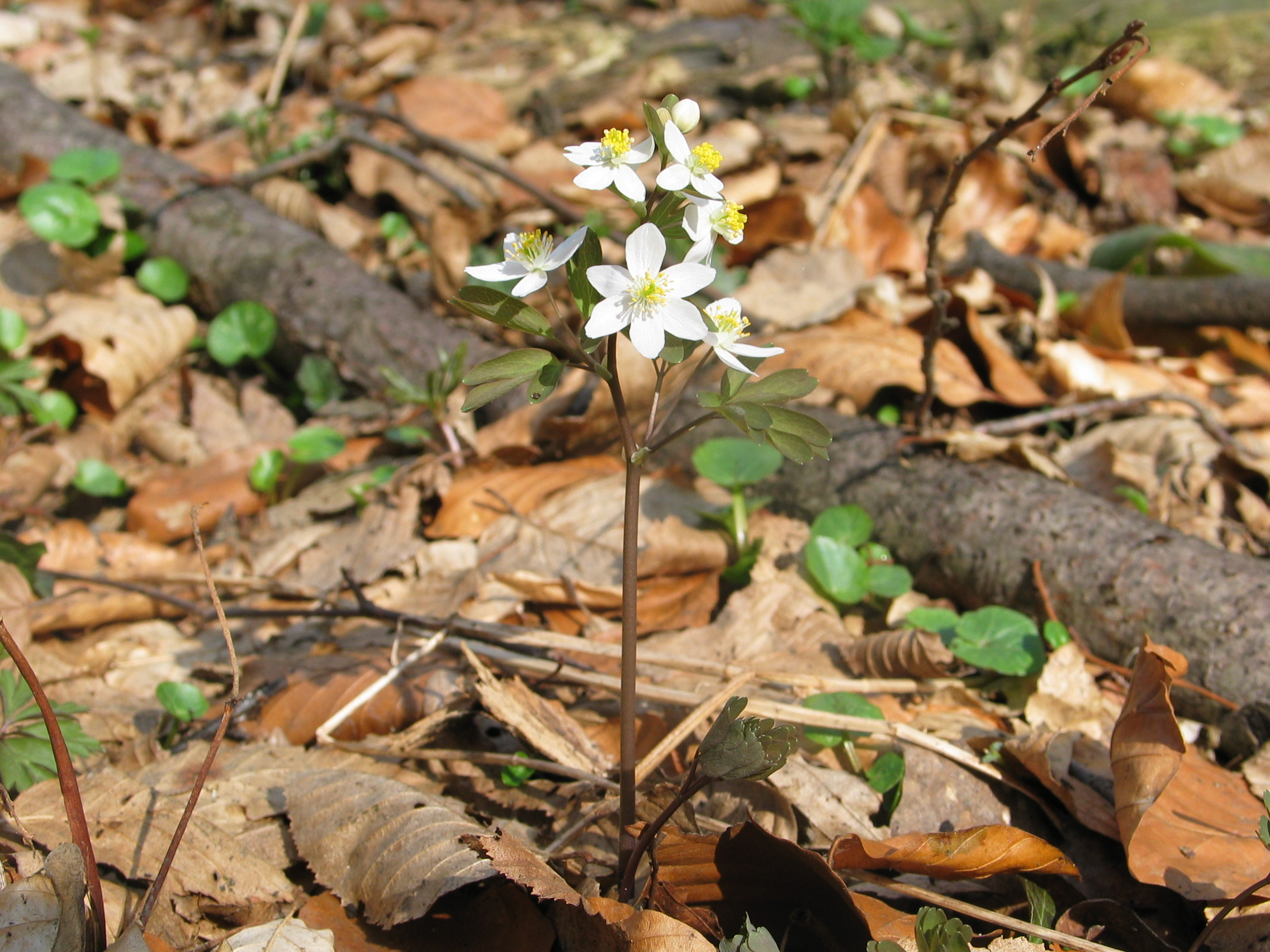
Il portamento

Sono piante erbacee perenni la cui altezza varia da 10 a 30 cm. La forma biologica di questa pianta è geofita rizomatosa (G rhiz), ossia sono piante perenni erbacee che portano le gemme in posizione sotterranea. Durante la stagione avversa non presentano organi aerei e le gemme si trovano in organi sotterranei chiamati rizomi, dei fusti sotterranei dai quali, ogni anno, si dipartono radici e fusti aerei. La pianta ha un aspetto gracile.

### Radici
L'apparato radicale è secondario da rizoma e si presenta sotto forma di densi fascette di radici ingrossate.

### Fusto
- Parte ipogea:  la parte sotterranea consiste in un rizoma biancastro e strisciante.
- Parte epigea:  la parte aerea è di tipo erbaceo e si sviluppa con un portamento eretto e per un lungo tratto è di aspetto nudo. La sezione è cilindrica. Tutto il fusto è sparsamente pubescente; alla base sono presenti delle squame membranose.

### Foglie

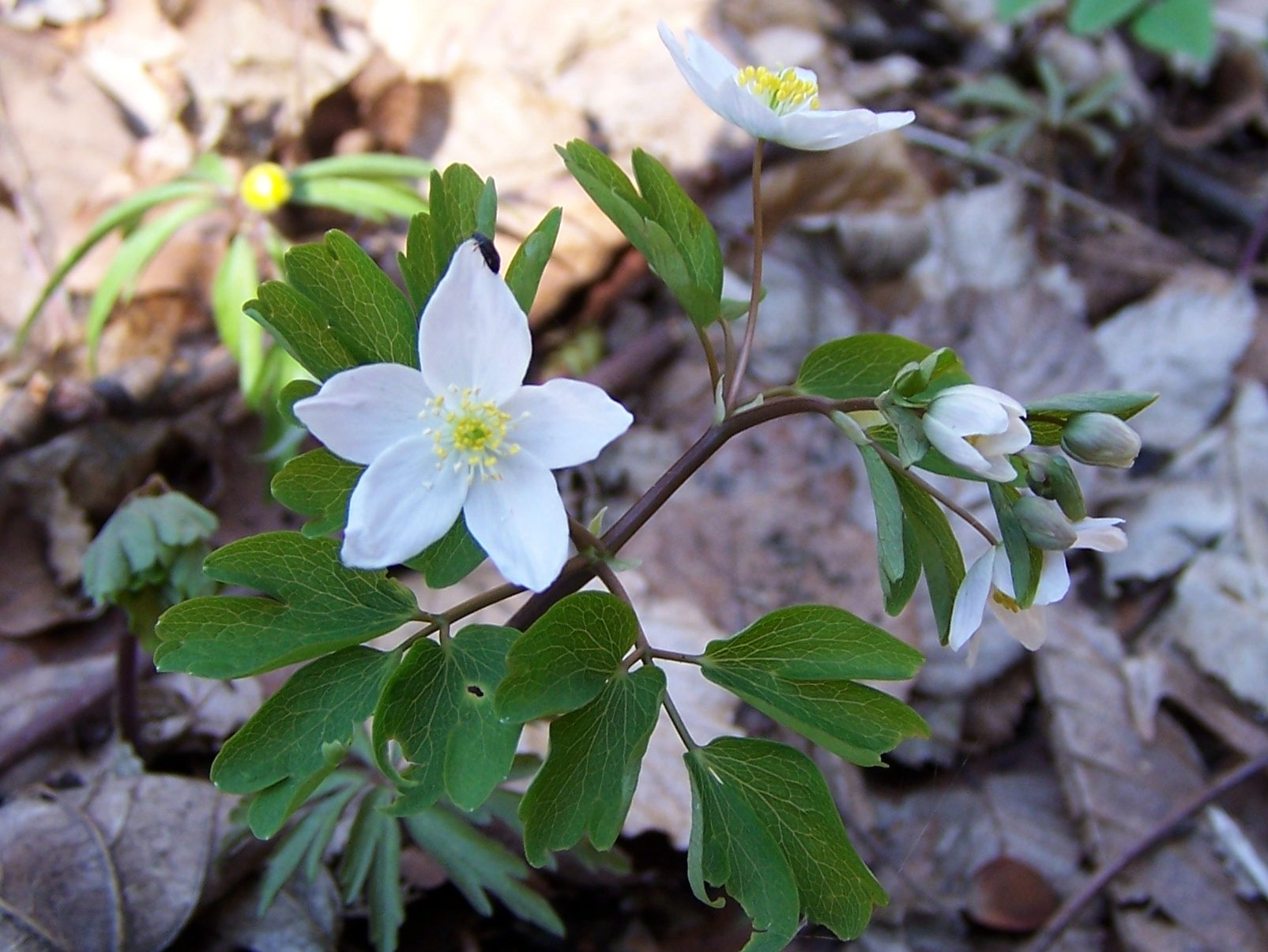
Le foglie

- Foglie basali: le foglie basali si sviluppano in verticilli con un lungo picciolo. Sono in numero di 2 o 3. La forma della foglia è bi-ternata, ossia divisa completamente in tre segmenti, a loro volta divisi in tre segmenti più piccoli. In tutto si hanno 9 segmenti sessili o brevemente picciolati (1 – 3 mm). I segmenti terminali sono 3 - 4 dentati (o lobati) in modo grossolano (la loro forma è ovalo-cuneiforme). La lamina ha una consistenza molle e il colore è glauco. Lunghezza del picciolo: 5 – 10 cm. Dimensione di un segmento: larghezza 10 mm; lunghezza 15 mm.
- Foglie cauline: le foglie cauline (in genere 2) sono simili a quelle radicali, ma gradualmente decrescenti. Alla base del picciolo è presente una piccola orecchietta tipo stipola ovato-sfrangiata. Dimensioni delle stipole: larghezza 3 mm; lunghezza 4 mm. Lunghezza del picciolo: 1 – 2 cm. Lunghezza dei segmenti: 1 – 2 cm.

### Infiorescenza

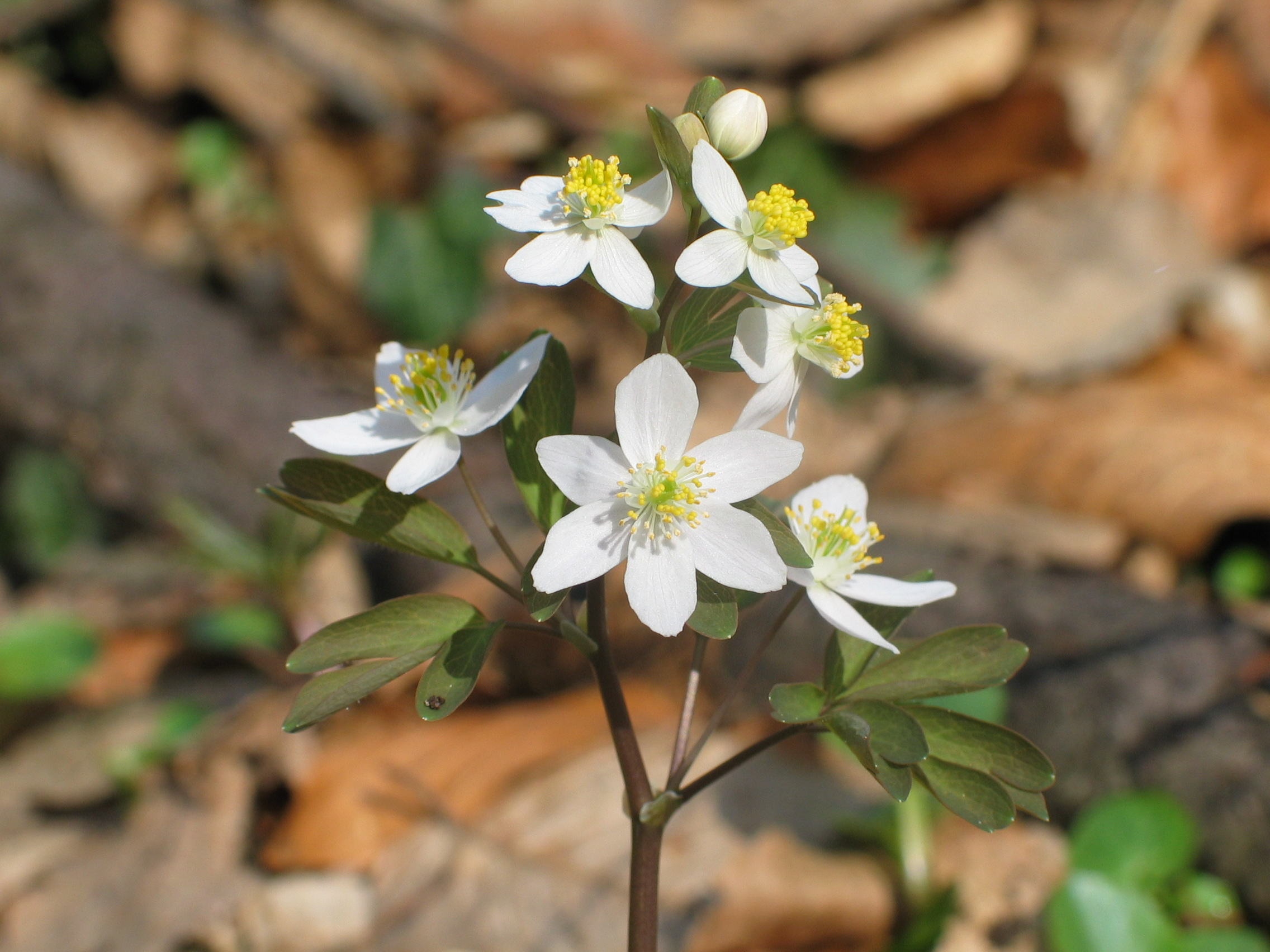
Infiorescenza

L'infiorescenza si compone di alcuni fiori terminali. Alla base del peduncolo sono presenti delle brattee di tipo fogliare. Lunghezza del peduncolo: 2 cm.

### Fiore
Questi fiori sono considerati fiori arcaici, o perlomeno derivati da fiori più arcaici dalla struttura aciclica. Il perianzio è formato da un solo verticillo di elementi più o meno indifferenziati (fiori apoclamidati), i quali hanno una funzione di protezione e sono chiamati tepali o sepali (la distinzione dei due termini in questo caso è ambigua e quindi soggettiva). I petali veri e propri sono ridotti o mancanti; in questo fiore la corolla è praticamente assente. I fiori sono attinomorfi, pentameri (a 5 elementi), ermafroditi e dialisepalo. Diametro dei fiori: 1 – 2 cm.
- Formula fiorale: per questa pianta viene indicata la seguente formula fiorale:

* K 5, C 5, A molti, G 2 (supero)
- Calice: il calice è composto da cinque grandi sepali ovali di tipo corollino (o petaloide); sono larghi quanto sono lunghi, la forma è quindi largamente ellittica o sub-rotonda. Sono caduchi. Il colore è bianco con sfumature rosee. Dimensione dei sepali: larghezza 6 mm; lunghezza 9 mm.
- Corolla: i petali sono cinque, molto piccoli, quasi atrofizzati e sono simili a dei minuscoli cornetti bilabiati e con funzioni nettarifere. Lunghezza dei petali nettariferi: 1 – 1,5 mm.
- Androceo: gli stami (a disposizione spiralata) sono molto numerosi (20 - 30), bilobi e colorati di giallo.
- Gineceo: l'ovario è supero e “apocarpo” (derivato da carpelli indipendenti). I carpelli sono 2 (raramente di più), sono sessili e disposti in modo spiralato anche questi, ma indipendenti tra di loro. Ogni carpello si sviluppa in un frutto indipendente contenente diversi semi. Insieme i carpelli formano una fascetta di follicoli.
- Fioritura: fra marzo e maggio.

### Frutti
I frutto è del tipo a follicolo libero con un becco apicale. In genere sono presenti due follicoli per fiore. La forma di questo frutto è ovato-compressa. I semi sono piccoli e rugosi.

## Riproduzione
- Impollinazione: l'impollinazione è garantita soprattutto da diversi insetti, come api e vespe in quanto sono piante nettarifere (impollinazione entomogama).
- Riproduzione: la fecondazione avviene sia tramite l'impollinazione dei fiori (vedi sopra), ma anche per divisione del piede (propagazione tipicamente orticola).

## Distribuzione e habitat

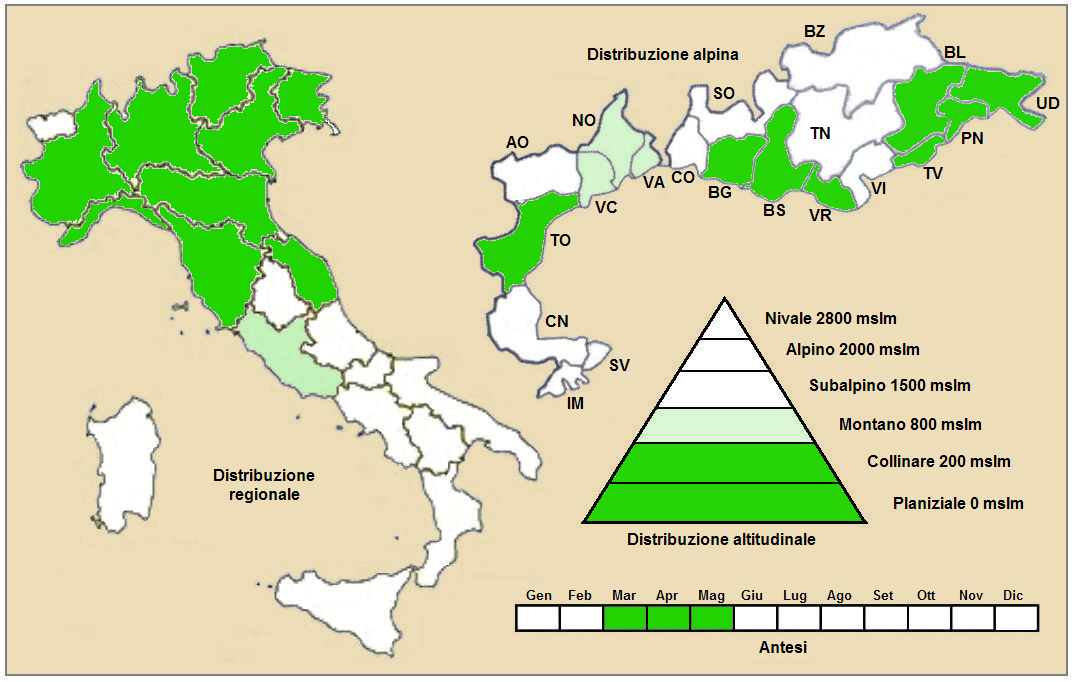
Distribuzione della pianta (Distribuzione regionale – Distribuzione alpina)

- Geoelemento: il tipo corologico (area di origine) è Sud Europeo e in generale Eurasiatico – Temperato.
- Distribuzione: in Italia questo fiore è comune nelle Alpi (province: TO BG BS BL UD) e negli Appennini (un po' meno comune) fino ai colli laziali. Fuori dall'Italia, sempre nelle Alpi, si trova in Francia (dipartimenti di Alpes-de-Haute-Provence, Alpes-Maritimes, Drôme, Isère, Savoia e Alta Savoia), in Austria (Länder del Carinzia, Stiria, e Austria Inferiore) e in Slovenia; inoltre cresce facilmente in tutta l'Europa media (dai Pirenei alla Russia). In Asia si trova fino alla catena dell'Himalaya.
- Habitat: l'habitat tipico sono i luoghi ombrosi e selvatici nei boschi di latifoglie (pioppeti, ontaneti, frassineti, querceti, carpineti, castagneti e betuleti). Il substrato preferito è sia calcareo che misto (calcareo/siliceo) con pH neutro, medi valori nutrizionali del terreno che deve essere mediamente umido.
- Distribuzione altitudinale: sui rilievi queste piante si possono trovare da 20 fino a 500 m s.l.m.; frequentano quindi il piano vegetazionale collinare.

### Fitosociologia
Dal punto di vista fitosociologico la specie di questa voce appartiene alla seguente comunità vegetale:
Formazione: delle comunità forestali
Classe: Carpino-Fagetea
Ordine: Fagetalia sylvaticae
Alleanza: Carpinion betuli

## Tassonomia
Il genere Isopyrum è composto di sole 4 specie (una sola spontanea dei territori italiani – quella di questa voce) distribuite soprattutto nelle zone temperate dell'emisfero Boreale. La famiglia delle Ranunculaceae invece comprende oltre 2000 specie distribuite su circa 47 generi (2500 specie e 58 generi secondo altre fonti).

Il numero cromosomico di I. thalictroides è: 2n = 14

### Descrizione sottospecie italiane
In Italia negli Appennini è presente la sottospecie insignis Gibelli & Pirotta: si differenzia dal tipo base per un numero maggiore di carpelli, per la forma dei segmenti fogliari (sono cordato-reniformi) e per i petali più grandi.

### Specie simili
Questa pianta può essere confusa sia con le “aquilegie” che con i “thalictrum” (in particolare Thalictrum minus): ma sempre con scapi sterili (senza fiori) in quanto le foglie sono simili ma non i fiori. Viceversa i fiori possono essere scambiati per quelli di un Anemonoides nemorosa o Anemonoides trifolia (si distinguono in realtà dalle foglie meno lobate ma più acute).

## Usi

### Farmacia
La pianta è velenosa per la presenza di alcaloidi di vario tipo. Ultimamente sono stati intrapresi alcuni studi in quanto si è visto che gli alcaloidi di questa pianta potrebbero essere validi nel trattamento della malattia Plasmodium falciparum.

### Giardinaggio
L'impiego principale dell'isopiro comune è nel giardinaggio, specialmente in quello alpino e roccioso. Si ottengo dei buoni effetti creando con questi fiori dei tappeti erbosi. Si possono moltiplicare per seme o divisione delle radici.